# スコティッシュ・プレミアリーグ
スコティッシュ・プレミアリーグ（Scottish Premier League, SPL）は、かつてのスコットランドにおけるプロサッカーの最上位リーグである。リーグは1998年にスコティッシュ・フットボールリーグ (SFL) から分離する形で設立された。
2013年にSPLとSFLを再統合したスコティッシュ・プロフェッショナル・フットボールリーグが設立され、SPLはスコティッシュ・プレミアシップへと移行した。SPLには19のクラブが参加したが、リーグ優勝を飾ったクラブはオールドファームの両雄である、セルティックとレンジャーズのみであった。

## 概要
1998年、イングランドのプレミアリーグに倣い、スコティッシュ・フットボールリーグ (SFL) の上位10クラブによって発足した。SPLの設立によって放映権料やスポンサー収入はトップクラブの手でコントロールされることになった。リーグはオールドファームの両雄セルティックとレンジャーズによって支配され、発足から2013年のスコティッシュ・プレミアシップ移行まで他のクラブが優勝したことは一度も無かった。
2000年代後半に入るとリーグは国際的な競争力を失い、レンジャーズの破産によるSFL降格や、SPL、SFL双方のスポンサー契約が失効することを契機に組織改革が行われた。2つの組織はスコティッシュ・プロフェッショナル・フットボールリーグ (SPFL) として2013年に統合され、2013-14シーズンよりスコティッシュ・プレミアシップがSPFLの最上位リーグとなった。
リーグは当初10クラブ、2000-01シーズンからは12クラブで争われ、同シーズンより総当たりでレギュラーシーズンを行った後に、上位・下位それぞれ6クラブずつでさらに1回総当たりによる順位決定戦を行うシステムが導入された。上位数クラブにはUEFAチャンピオンズリーグやUEFAヨーロッパリーグの出場権が与えられ（2012-13シーズンはCL枠が1、EL枠が3）、最下位のクラブがスコティッシュ・フットボールリーグへ降格した。

## 記録
| シーズン | 優勝         | 2位          | 得点王                                                     |
| -------- | ------------ | ------------ | ---------------------------------------------------------- |
| 1998–99  | レンジャーズ | セルティック | ヘンリク・ラーション 29 (セルティック)                     |
| 1999–00  | レンジャーズ | セルティック | マーク・ヴィドゥカ 25 (セルティック)                       |
| 2000–01  | セルティック | レンジャーズ | ヘンリク・ラーション 35 (セルティック)                     |
| 2001–02  | セルティック | レンジャーズ | ヘンリク・ラーション 29 (セルティック)                     |
| 2002–03  | レンジャーズ | セルティック | ヘンリク・ラーション 28 (セルティック)                     |
| 2003–04  | セルティック | レンジャーズ | ヘンリク・ラーション 30 (セルティック)                     |
| 2004–05  | レンジャーズ | セルティック | ジョン・ハートソン 25 (セルティック)                       |
| 2005–06  | セルティック | ハーツ       | クリス・ボイド 32 (15 – キルマーノック, 17 – レンジャーズ) |
| 2006–07  | セルティック | レンジャーズ | クリス・ボイド 20 (レンジャーズ)                           |
| 2007–08  | セルティック | レンジャーズ | スコット・マクドナルド 25 (セルティック)                   |
| 2008–09  | レンジャーズ | セルティック | クリス・ボイド 27 (レンジャーズ)                           |
| 2009–10  | レンジャーズ | セルティック | クリス・ボイド 23 (レンジャーズ)                           |
| 2010–11  | レンジャーズ | セルティック | ケニー・ミラー 21 (レンジャーズ)                           |
| 2011–12  | セルティック | レンジャーズ | ギャリー・フーパー 24 (セルティック)                       |
| 2012–13  | セルティック | マザーウェル | マイケル・ヒグドン 26 (マザーウェル)                       |